# 伊麗莎白·羅默爾
伊麗莎白·羅默爾（英語：Elizabeth Roemer，1929年9月4日—2016年4月8日）是美國天文學家，研究的主題是彗星和小行星。她以發現迷蹤彗星、兩顆小行星、共同發現木星衛星木衛十八聞名，小行星1657以她的名字命名。

## 生平
她廣泛的收集了涵蓋25年時間的彗星乾板底片，試圖得到一致的彗核視星等數據。
1946年，伊麗莎白·羅默爾於高中畢業，同年她贏得再生元科學獎。
1950年，她畢業於加州大學伯克萊分校，獲得天文學學士學位。1954年至1955年，她在加州大學利克天文台擔任助理天文學家和實驗室技術員，並於1955年在伯克萊分校獲得博士學位。
她獲得博士學位後，羅默爾繼續在加州大學擔任助理天文學家，並在芝加哥大學耶基斯天文台進行研究。伊麗莎白·羅默爾於1957年在亞利桑那州弗拉格斯塔夫的美國海軍天文台成為職業天文學家。
1965年，她成為美國海軍天文台代理台長。 1966 年，她成為亞利桑那大學月球與行星實驗室的副教授，並於1969年晉升為正教授。此外，她還被要求擔任 1972年成立亞利桑那大學行星科學系的委員會主席。1980 年，雖然她還是亞利桑那大學教授，也在斯圖爾德天文台擔任天文學家。她在天文台任職至1997年。羅默爾於 1998年退休，但她仍繼續研究彗星和小行星。2016年4月8日，羅默爾在亞利桑那州圖森市去世。
伊麗莎白·羅默爾在2016年去世之前一直是天文學界的活躍成員。她於2006年成為洛厄爾天文台之友的成員以及珀西瓦爾·洛厄爾協會的成員。

## 成就
1961年，小行星1657以她的名字命名。1964年10月29日，她發現小行星曉星。1975年6月9日，她發現小行星1983。1975年，她還與查爾斯·科瓦爾共同發現了木星衛星木衛十八。木衛十八在發現後不久就丟失了，因為它是一顆不規則衛星。伊麗莎白·羅默爾在整個職業生涯中，觀測到79顆週期彗星回歸。

## 榮譽
羅默爾職業生涯中獲得了多項獎項和認可。她是美國國家科學院古爾德獎、美國國家航空暨太空總署特別獎和太平洋天文學會多諾霍講座得主。1960年，《Mademoiselle》 雜誌表彰了她在彗星方面的工作，並將她評選為年度十大年輕女性之一。

## 外部連結
- 伊麗莎白·羅默爾在亞利桑那大學網頁